# Mistrzostwa Świata w Szermierce 1953
Mistrzostwa Świata w Szermierce 1953 – 23. edycja mistrzostw odbyła się w belgijskim mieście Bruksela.

## Klasyfikacja medalowa
| Lp. | Państwo    | złoto | srebro | brąz | Razem |
| --- | ---------- | ----- | ------ | ---- | ----- |
| 1   | Węgry      | 4     | 2      | 2    | 8     |
| 2   | Włochy     | 2     | 3      | 3    | 8     |
| 3   | Francja    | 2     | 3      | -    | 5     |
| 4   | RFN        | -     | -      | 1    | 1     |
| -   | Polska     | -     | -      | 1    | 1     |
| -   | Szwajcaria | -     | -      | 1    | 1     |

## Medaliści

### Mężczyźni
| Złoto | Srebro | Brąz |
| Floret | | |
| Christian d’Oriola | Edoardo Mangiarotti | Manlio Di Rosa |
| Francja · Claude Bancilhon · Christian d’Oriola · Jacques Lataste · Claude Netter · Jacques Noël · Adrien Rommel          | Włochy · Giancarlo Bergamini · Manlio Di Rosa · Roberto Ferrari · Edoardo Mangiarotti · Renzo Nostini · Antonio Spallino | Węgry · Aladár Gerevich · József Gyuricza · Lajos Maszlay · Endre Palócz · József Sákovics · Endre Tilli             |
| Szpada | | |
| József Sákovics | Barnabás Berzsenyi | Fiorenzo Marini |
| Włochy · Giorgio Anglesio · Franco Bertinetti · Giuseppe Delfino · Edoardo Mangiarotti · Dario Mangiarotti · Carlo Pavesi | Francja · Édouard Artigas · Daniel Dagallier · Maurice Huet · Armand Mouyal · Jean-Pierre Muller · Gérard Rousset        | Szwajcaria · Jules Amez-Droz · Richard Amstad · Michel Evéquoz · Umberto Menegalli · Fernand Thiébaud · Mario Valota |
| Szabla | | |
| Pál Kovács | Aladár Gerevich | Rudolf Kárpáti |
| Węgry · Tibor Berczelly · Aladár Gerevich · Rudolf Kárpáti · Pál Kovács · László Rajcsányi · Bertalan Papp                | Włochy · Gastone Darè · Roberto Ferrari · Renzo Nostini · Domenico Pace · Vincenzo Pinton · Mauro Racca                  | Polska · Zbigniew Czajkowski · Zygmunt Pawlas · Leszek Suski · Jerzy Pawłowski · Wojciech Zabłocki                   |

### Kobiety
| Złoto                                                                             | Srebro | Brąz                                                                                        |
| Floret                                                                            | |                                                                                             |
| Irene Camber                                                                      | Renée Garilhe | Ilse Keydel                                                                                 |
| Węgry · Ilona Elek · Margit Elek · Katalin Kiss · Magda Zsabka · Zsuzsanna Morvay | Francja · Kate Bernheim · Renée Garilhe · Raymonde Pécheux · Marguerite Lavagne · Françoise Mailliard · Régine Veronnet | Włochy · Irene Camber · Velleda Cesari · Alberta Lorenzoni · Jenny Zanelli · Silvia Strukel |